# SS Jura
SS Jura byl parník vybudovaný roku 1854 v loděnicích J. & G. Thomson & Co. ve skotském Glasgow pro rejdařství Cunard Line. Loď o hrubé prostornosti 2 241 BRT byla spuštěna na vodu 27. června 1854 a krátce poté sloužil v krymské válce jako transportní loď. V roce 1861 byl prodán do společnosti Allan Line a 3. listopadu 1864 ztroskotal při ústí řeky Mersey.